# عبد السلام محمد الشدادي
عبد السلام محمد الشدادي ولد في (25 يناير / كانون الثاني 1944) مؤرخ مغربي يعمل أستاذ دكتور بالمعهد الجامعي للبحث العلمي بجامعة محمد الخامس بالرباط.

## حياته
- ولد الأستاذ الدكتور عبد السلام الشدادي في مدينة فاس عام 1944 .
- يحمل درجة دكتوراه دولة في الآداب والعلوم الإنسانیة، كلیة الدراسات العلیا للعلوم الاجتماعية، باريس.[2]

اشتهر بنقل تراث ابن خلدون الذي استنفذ من مساره العلمي ثلاثين عاما من البحث والتحقيق والترجمة.

### جائزة عبد الله بن عبد العزيز للترجمة 2008
- حصل على جائزة « خادم الحرمين الشريفين عبد الله بن عبدالعزيز العالمية للترجمة» عام 1429 هـ / 2008 م في دورتها الأولي لترجمته من العربية، «مقدمة ابن خلدون كتاب العبر»، (نشر دار الفنون والعلوم والآداب - الدار البيضاء) إلى الفرنسية «Le livre des exemples»، (نشر دار غاليمار - باريس)، وقد تسلم الجائزة من عبد الله بن عبد العزيز آل سعود، في 23 ربيع الثاني 1429هـ / 29 ابريل 2008.

حصل الدكتور عبد السلام الشدادي على جائزة عبد الله بن عبد العزيز للترجمة في مجال العلوم الإنسانية من اللغة العربية إلى اللغات الأخرى مناصفة مع الدكتورة كلاوديا ماريا تريسو، إيطاليا.
قال الشدادي في تصريحات لصحفية عكاظ الإثنين 15 ربيع الثاني 1429 هـ - 21 أبريل 2008: فوزي بالجائزة ليس شرفاً شخصياً لي بل تشريف للوطن المغربي الذي انتمي إليه وفي الوقت ذاته تشجيع لجهود التعريف بابن خلدون باعتباره أحد أهم المفكرين المسلمين في مجال العلوم الإنسانية ومايتميز به من انفتاح لا مثيل له وطرافة فكرية لا زالت تثير دهشة وإعجاب كل من يقرأه.
الترجمة مهمة ثقافية وتربوية اساسية لجميع الأمم والشعوب لمواكبة كل ما ينجز في جميع الميادين العلمية والأدبية والفنية من تطورات على الصعيد العالمي من جهة ومن جهة أخرى المشاركة في هذه التطورات عبر التعريف بالمساهمات المحلية والوطنية وضرورة تضافر كافة جهود جميع الدول العربية من خلال خطة طويلة المدى لترجمة الإنتاج العلمي والأدبي العالمي إلى اللغة العربية حيث لا يمكن للأفراد مهما حاولوا القيام بها على الوجه الأكمل.

### جائزة فيصل العالمية 2009
- حصل على جائزة «الملك فيصل العالمية» للدراسات الإسلامية عام 1429 هـ / 2009 م، في دورتها الحادية والثلاثين لدراسته الموسومة «الدراسات الإسلامية التي تناولت الفكر العمراني البشري عند علماء المسلمين»، وقد تسلم الجائزة من الملك عبد الله بن عبد العزيز والأمير خالد الفيصل، في 1 صفر 1430هـ / 27 يناير 2009.[5]

اجتمعت لجنة اختيار الفائزين في جلسات امتدت من يوم السبت الـ27 من المحرّم عام 1430هـ إلى يوم الإثنين الـ29 من الشهر نفسه الموافق 24 إلى 26 من يناير عام 2009.
أوضح الأمين العام لجائزة الملك فيصل العالمية عبد الله الصالح العثيمين، ان الجائزة جائت تقديرا لجهوده العلمية على مدى سنوات طويلة في دراسة ابن خلدون نموذجا للفكر العمراني البشري عند المسلمين موضحا مرتكزاته ومضامينه ومصطلحاته وأقسامه، كما أن المفكر المغربي قدم عملا متميزا بالتنوع المعرفي الرصين وأغنى دراساته بالمقارنة مع النظريات الاجتماعية الحديثة مخاطبا الأوساط العلمية العالمية باللغتين الفرنسية والإنجليزية، وتجلى كل ذلك في كتابه «ابن خلدون.. الرجل والمٌنظر للحضارة» باللغة الفرنسية وفي بحوثه الكثيرة في الموضوع نفسه.

### جائزة ابن خلدون-سنغور 2010
- حصل على جائزة « ابن خلدون-سنغور » للترجمة عام 2010 م في دورتها الثالثة لترجمته من العربية إلى الفرنسية، «سيرة ابن خلدون الذاتية» (التعريف بابن خلدون ورحلته شرقا وغربا)، (نشر دار الفنون والعلوم والآداب - الدار البيضاء)، وقد تسلم الجائزة من الأستاذ الدكتور محمد العزيز ابن عاشور، والرئيس عبدو ضيوف، بالمكتبة الوطنية بالرباط (المغرب) في 9 نوفمبر 2010 م.

اجتمعت لجنة التحيكم في باريس يوم 14 أكتوبر 2010، بدعوة من المنظمة الدولية للفرنكوفونية والمنظمة العربية للتربية والثقافة والعلوم (الكسو)، وقد نوّهت بتميّز ترجمة سيرة ابن خلدون الذاتية، في طبعتها ثنائية اللغة، التي تقدّم النصّ الأصلي قبالة الترجمة في نشرة فاخرة.
«إن نصّ هذه السيرة الأصيلة، هو إلتحام تفاصيل حياة ابن خلدون الخاصّة المليئة بالأحداث، بحيوات أساتذته وتلاميذه وأصدقائه، لتشد إليها الانتباه خاصة أن السياق السياسي والتاريخي العام، يتعلق ببلدان المغرب والأندلس ومصر، حيث يوفّر للقارئ مشهدا عاما عن حياة الأمراء والحكام في ذلك العصر. ».

### جائزة المغرب للكتاب 2012
- حصل على جائزة «المغرب للكتاب» للترجمة عام 2012 م لترجمته من العربية إلى الفرنسية، «ابن خلدون كتاب العبر الجزء الثاني»، (نشر دار غاليمار - باريس)، وقد تسلم الجائزة من مولاي رشيد، بالمعرض الدولي للدار البيضاء (المغرب) في 29 مارس 2012 م.

تشكلت لجان القراءة والمداولة والتحكيم طبق المرسوم المنظم للجائزة، متكونة من ست لجان تضم كل منها خمسة من الأساتذة المختصين والأدباء حسب المجالات، برئاسة الأستاذ مبارك ربيع، حيث تم اختيار «كتاب العبر الجزء الثاني» من بين 13 كتاباً تم تحكيمهم بلجنة الترجمة.

## مؤلفاته
يعتبر الشدادي من المتخصصين المعدودين في مؤلفات وفكر ابن خلدون، وله نشاط زاخر في التأليف والترجمة والتحقيق.

### تأليف
- ابن خلدون من منظور آخر.[10]

دار توبقال للنشر، 261ص، ترجمة: محمد الهلالي وبشرى الفكيكي، 2000.
إن الدراسات التي تم جمعها في هذا الكتاب تقترح تحليلا لمختلف القراءات التي قدمت عن ابن خلدون منذ بداية القرن التاسع عشر، وتفحص تقطيع كتاب «العبر» والعلاقات بين الفكر التاريخي لابن خلدون والإسطوغرافيا الإسلامية، وتقدم بعض الأمثلة عن التحليلات الخلدونية للمجتمع، إنها تشكل مقدمة لعمل أكثر شمولية عن الإسطوغرافيا الإسلامية من جهة وعن ابن خلدون وعمله من جهة أخرى.
- العرب واستملاك التاريخ[11]، (بالفرنسية، Les Arabes et l'appropriation de l'histoire).

اكتس سود، 396ص، 2004.
- ابن خلدون الإنسان ومنظر الحضارة[12]، (بالفرنسية، Ibn Khaldûn. L'homme et le théoricien de la civilisation).

دار غاليمار، 544ص، 2006.

### تحقيق
- المقدمة، عبد الرحمن بن خلدون.[13]

بيت الفنون والعلوم والآداب، ج1-394ص، ج2-376ص، ج3-466ص، 2005.
صدرت المقدمة لابن خلدون في صورتين الأولى: طبعة عمومية في ثلاثة أجزاء، موجهة للعموم، تقدم النص النهائي الكامل، الثانية: طبعة خاصة في خمسة أجزاء تقدم بالإضافة إلى النص الكامل النهائي، نص الرواية الأولية للكتاب وهي موجهة بالخصوص إلى الباحثين، وخزائن الكتب، ومراكز البحث، والمعاهد، والجامعات في خمسة اجزاء يحوي الثلاث الاوائل على المقدمة محققة اما الجزء الرابع والخامس يحويان مسودة المقدمة التي كتبها ابن خلدون قبل تنقيحها وتهذيبها وتولت «بيت الفنون والعلوم والآداب» نشرها لتكون بذلك متخصصة في نشر الإنتاج العلمي الخاص بالشدادي.
في يوم 13 ديسمبر 2005 قدم فضاء التعبير الفني والثقافي بصندوق الإيداع والتدبير (CDG)، حفل ثقافي مخصص للطبعة النقدية الجديدة (المقدمة) لعبد الرحمن ابن خلدون، التي اشتغل عليها المؤرخ الدكتور الشدادي، يستند التحقيق الجديد الذي يقدمه الشدادي إلى جميع المخطوطات الأصلية المفهرسة (40 مخطوطا) وكل التعديلات التي أدخلها ابن خلدون على مدى 25 سنة، وهو مالم يتوفر للتحقيقان الأولان تاريخيا:
1- تحقيق (نصر الدين الهوريني) الذي نشر ببولاق قرب القاهرة سنة 1857.
2- تحقيق (مارك كوترمير) الذي نشر بباريس سنة 1858.

### ترجمة
- الإسلام في التاريخ العالمي[15]، (بالفرنسية، L'Islam dans l'histoire mondiale).

اكتس سود، 304ص، 1998.
ترجم الشدادي هذا الكتاب من الإنجليزية إلى الفرنسية للكاتب مارشال هودجسون.
- الأدب العربي في القرون الوسطى[16]، (بالفرنسية، La Littérature arabe médiévale).

اكتس سود، 216ص، 2002.
ترجم الشدادي هذا الكتاب من الإنجليزية إلى الفرنسية للكاتب اندرياس اموري.
- ابن خلدون كتاب العبر ج1[17]، (بالفرنسية، Livre des Exemples, tome 1).

دار غاليمار، 1632ص، 2002.
حقق وترجم الشدادي هذا الكتاب من العربية إلى الفرنسية للكاتب ابن خلدون.
- الفكر اليوناني والثقافة العربية: حركة الترجمة اليونانية-العربية في بغداد[18]، (بالفرنسية، Pensée grecque, culture arabe).

اصدارات ابير، 340ص، 2005.
ترجم الشدادي هذا الكتاب من الإنجليزية إلى الفرنسية للكاتب ديمتري غوتاس.
- ابن خلدون كتاب العبر ج2[19]، (بالفرنسية، Livre des Exemples, tome 2).

دار غاليمار، 1680ص، 2012.
حقق وترجم الشدادي هذا الكتاب من العربية إلى الفرنسية للكاتب ابن خلدون.
جان جاك روسو الكتابات السياسية، الجزء الأول، مركز دراسات الأزمنة الحديثة مطبعة المعارف الجديدة، 2013